# Erreway
Erreway – argentyński zespół pop/rock, utworzony podczas nagrań telenoweli młodzieżowej Rebelde Way przez Luisanę Lopilato, Camilę Bordonabę, Benjamína Rojasa i Felipe Colombo.
Grupa odniosła wielki sukces w rodzimej Argentynie, w krajach obu Ameryk (takich jak Dominikana, Ekwador, Urugwaj, Peru, Panama, Paragwaj, Kostaryka), państwach Europy Wschodniej, Izraelu i Hiszpanii. Zespół odbył wielkie tournée po Izraelu, gdzie tysiące fanów mogło zobaczyć ich show.